# كارل آدامز (رياضياتي)
كارل آدامز (بالألمانية: Carl Adams)‏ هو رياضياتي ألماني، ولد في 15 يناير 1811 في Merscheid ‏ في ألمانيا، وتوفي في 14 نوفمبر 1849 في فينترتور في سويسرا.